# 江見久盛
江見 久盛（えみ ひさもり）は、戦国時代の武将。尼子氏の家臣。美作国林野城主。

## 出自
江見氏は菅原氏の諸流。菅原道真の孫・庶幾の子孫とされる。美作英田郡江見庄に土着したことが始まりとされ、東美作においては数郡を有する有力国人であった。

## 略歴
享禄5年（1532年）、山陰地方の戦国大名・尼子経久の命を受け嫡孫・晴久が美作に侵攻。尼子氏は三浦氏庶流・大河原氏と縁戚関係を結び、天文17年（1548年）には、美作勝山城（高山城）の三浦氏を家督・所領の安堵を通じて従属下においた。これにより江見氏も尼子氏に服属することとなり、尼子氏は美作に直臣として川副久盛・宇山誠明・宇山飛騨守らが派遣、美作一国を支配した。こういった背景には江見氏が統括する東美作の要衝である林野城（倉敷城）とその一帯の掌握、また備前国の浦上氏への牽制・緩衝地帯を設けるためである。ここで江見氏の頭領として登場したのが久盛であった。特に美作での活躍は凄まじく、浦上宗景の侵攻も度々撃破し、尼子氏に反乱を起こした三星城主・後藤勝基を屈服させている。
しかし、永禄3年12月（1561年1月）に主君・尼子晴久が死去すると情勢は一変し、晴久の子・義久の居る出雲国が危うくなったために尼子氏から派遣されていた諸将が出雲へと帰国。これを好機と捉えた後藤勝基が再び反乱を起こすも、尼子氏に忠実であった久盛はこれを再び退け、尼子氏が滅亡するまでこれに従った。尼子氏滅亡後は一時独立勢力化するも、永禄12年（1569年）に尼子勝久擁する立原久綱・山中幸盛が出雲にて挙兵すると、これに同調して久盛は再び尼子方として戦う。
だが、その後、毛利氏方の宇喜多氏に攻められ衰退、一門は宇喜多氏家臣・戸川秀安配下となり、江戸時代は庄屋として生き残った。

## 久盛の実像
このように美作尼子方として奮闘している江見久盛については、長谷川博史に依って基礎的な研究が行われた。数系統の江見氏史料が混雑しているため、不明瞭な点も存在しているが、尼子晴久・義久らの発給文書に依ると、尼子氏の東美作統括・浦上氏牽制の為にも江見氏は必要な存在であり、江見氏としても当時山陰の大大名であった尼子氏の後ろ楯があってこそ倉敷一帯を掌握する力を有することに成功していたと考えられている。